# بويان فيليكوفيتش
بويان فيليكوفيتش (الصربية: Бојан Величковић؛ مواليد 18 ديسمبر 1988) هو مُقاتل فنون قتالية مختلطة صربي.

## وصلات خارجية
- بويان فيليكوفيتش على موقع يو إف سي (الإنجليزية)
- بويان فيليكوفيتش على موقع شيردوغ (الإنجليزية)